# 1930
- Wikisource

| Calendário gregoriano                                                        | 1930 MCMXXX                         |
| Ab urbe condita                                                              | 2683                                |
| Calendário arménio                                                           | 1379 – 1380                         |
| Calendário bahá'í                                                            | 86 – 87                             |
| Calendário budista                                                           | 2474                                |
| Calendário chinês                                                            | 4626 – 4627 Início a 30 de janeiro  |
| Calendário copta                                                             | 1646 – 1647                         |
| Calendário etíope                                                            | 1922 – 1923                         |
| Calendários hindus - Vikram Samvat - Calendário nacional indiano - Cáli Iuga | 1985 – 1986 1851 – 1852 5030 – 5031 |
| Calendário Holoceno                                                          | 11930                               |
| Calendário islâmico                                                          | 1349 – 1350                         |
| Calendário judaico                                                           | 5690 – 5691 Início a 23 de setembro |
| Calendário persa                                                             | 1308 – 1309 Início a 21 de março    |
| Calendário rúnico                                                            | 2180                                |
| Calendário solar tailandês                                                   | 2473                                |

1930 (MCMXXX, na numeração romana) foi um ano comum do século XX do actual Calendário Gregoriano, da Era de Cristo, e a sua letra dominical foi E (52 semanas), teve início a uma quarta-feira e terminou também a uma quarta-feira. Segundo o horóscopo chinês, foi o ano do Cavalo, começando a 30 de janeiro.
| Ano completo                        |
| ----------------------------------- |
| Ano comum com início à quarta-feira |

## Eventos
- 25 de Janeiro - Fundação do São Paulo Futebol Clube
- 18 de Fevereiro - Clyde Tombaugh descobre Plutão
- 1º de março - Ocorre a décima segunda Eleição Presidencial do Brasil. Júlio Prestes vence as eleições.
- 2 de Abril - Hailé Selassié se torna imperador da Etiópia
- Entre 13 e 30 de julho - Primeira Copa do Mundo FIFA. O Uruguai serviu como sede do campeonato, além de ser o primeiro campeão.
- 26 de Julho - Assassinato de João Pessoa.
- 3 de Outubro - Revolução de 1930: Em Porto Alegre, tomada do quartel-general da 3ª Região Militar, inicia a chamada revolução.
- 4 de Outubro - Revolução de 1930: Revolucionários derrubam o governo de Minas Gerais.
- 8 de Outubro - Revolução de 1930: Revolucionários derrubam o governo de Pernambuco. Outros estados nordestinos caem sob o comando dos tenentes.
- 10 de Outubro - Revolução de 1930: Getúlio Vargas parte de trem para o Rio de Janeiro.
- 16 de Outubro - Revolução de 1930: Revolucionários derrubam o governo de Santa Catarina e Espírito Santo.
- 24 de Outubro - Revolução de 1930: Presidente Washington Luís é deposto pelos seus ministros militares, e formam uma  Junta Militar para entregar o poder a Vargas.
- 3 de Novembro - Revolução de 1930: A Junta Militar entrega o poder à Getúlio Vargas, tornando-o o 14º Presidente do Brasil.
- Dámaso Berenguer y Fusté substitui Miguel Primo de Rivera y Orbaneja como presidente do governo de Espanha.
- Criação da Federação Tanzaniana de Futebol.
- Renomeação oficial para Istambul da cidade de Constantinopla

## Nascimentos
- 20 de Janeiro - Edwin Aldrin, astronauta dos Estados Unidos e segundo homem a pisar a Lua.
- 24 de Janeiro - Kjell Eugenio Laugerud García, presidente da Guatemala de 1974 a 1978 (m. 2009).
- 21 de março - James Coco, ator americano (m. 1987).
- 24 de março - Kenneth Nelson, ator norte-americano (m. 1993).
- 3 de Abril - Helmut Kohl, político, chanceler alemão entre 1982 e 1998 (m. 2017)
- 15 de abril - Vigdís Finnbogadóttir, presidente da Islândia de 1980 a 1996.
- 19 de abril — Armando Bógus, ator brasileiro (m. 1993).
- 24 de Abril - José Sarney, político e presidente do Brasil de 1985 a 1990.
- 26 de maio - Tony Tornado, ator, cantor e compositor brasileiro
- 31 de maio - Clint Eastwood, um ator, cineasta, produtor e compositor americano
- 4 de junho - Morgana King, atriz e cantora americana (m. 2018).
- 12 de junho - Jim Nabors, ator, cantor e comediante americano (m. 2017).
- 19 de junho - Diana Sowle, atriz estadunidense (m. 2018).
- 26 de junho - Jovanni Masini, político brasileiro (m. 2010).
- 27 de junho - Ross Perot, empresário e político americano (m. 2019).
- 28 de junho - Itamar Franco, político e presidente do Brasil de 1992 a 1995. (m. 2011)
- 29 de junho - Edward Johnson III, investidor e empresário norte-americano (m. 2022).
- 30 de junho
  - Ahmed Zaki Yamani, político saudita (m. 2021).
  - Thomas Sowell, economista norte-americano, crítico social, filósofo político e autor liberal conservador.
- 1 de julho - Gonzalo Sánchez de Lozada, industrial e presidente da Bolívia de 1993 a 1997 e de 2002 a 2003.[1]
- 2 de julho
  - Carlos Saúl Menem, presidente da Argentina de 1989 a 1999 (m. 2021).
  - Ahmad Jamal, pianista de jazz norte-americano (m. 2023).
- 4 de julho - Alfredo Hua-Sing Ang, engenheiro civil estadunidense.
- 7 de julho - Pedro Novais, político brasileiro.
- 10 de julho - António Gentil Martins, cirurgião plástico e cirurgião pediatra português.
- 11 de julho - Harold Bloom, professor e crítico literário estadunidense (m. 2019).
- 28 de julho - Horacio Gómez Bolaños, ator e comediante mexicano (m. 1999).
- 5 de agosto - Neil Armstrong, astronauta dos Estados Unidos e primeiro homem a pisar a Lua. (m. 2012)
- 12 de agosto - George Soros, investidor e filantropo húngaro-estadunidense.
- 16 de agosto - Leslie Manigat, presidente do Haiti em 1988 (m. 2014)
- 21 de agosto - Princesa Margaret, princesa do Reino Unido (m. 2002).
- 25 de agosto - Sean Connery, ator escocês (m. 2020.
- 30 de agosto - Warren Buffett, investidor e filantropo americano.
- 24 de outubro - The Big Bopper, Cantor e Compositor (m. 1959).
- 31 de Outubro - Michael Collins, astronauta da Apollo 11, a primeira missão do homem à Lua (m. 2021).
- 5 de dezembro - Larry Kert, ator, cantor e dançarino americano (m. 1991).
- 12 de dezembro - Silvio Santos, apresentador de televisão, empresário e fundador do SBT (m. 2024).

## Mortes
- 21 de janeiro - Júlio Vieira do Nascimento, "homem multifacetado - jornalista, político, dirigente associativo e sindical, industrial, comerciante, publicista e historiador" (n. 1880).[2]
- 8 de março - William Howard Taft, presidente dos Estados Unidos de 1909 a 1913 (n. 1857).
- 1 de Abril - Zauditu, imperatriz etíope (n.1876).[3]
- 18 de abril - Cardeal Arcoverde, primeiro cardeal do Brasil e da América Latina (n. 1850)
- 22 de Maio - Arthur Conan Doyle,  escritor e médico britânico (n. 1859).
- 26 de julho - João Pessoa (político), político brasileiro e advogado (n. 1878).

## Por tema
- 1930 na arte
- 1930 no Brasil
- 1930 no carnaval
- 1930 na ciência
- 1930 no cinema
- 1930 no desporto
- 1930 no jornalismo
- 1930 na literatura
- 1930 na música
- 1930 na política
- 1930 na rádio
- 1930 no teatro
- 1930 na televisão

## Prêmio Nobel
- Física - Chandrasekhara Venkata Raman.[4]

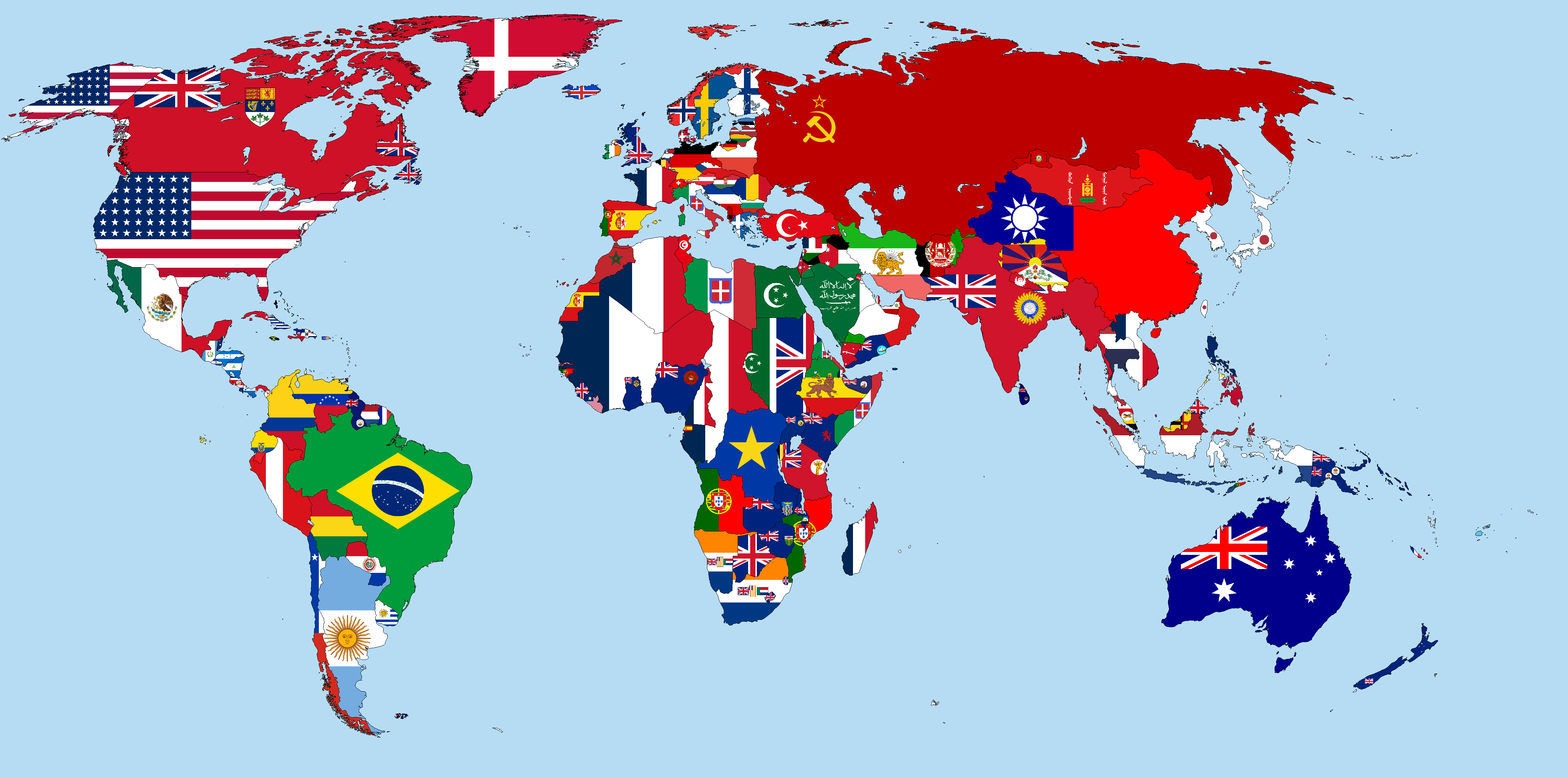
Mapa político do mundo em 1930 com as respectivas bandeiras nacionais.

- Química - Hans Fischer.[5]
- Medicina - Karl Landsteiner.[6]
- Literatura - Sinclair Lewis.[7]
- Paz - Nathan Söderblom.[8]

## Epacta e idade da Lua
| Epacta gregoriana | *       |
| Idade da Lua      | Letra P |